# Clayton (Califòrnia)
Clayton és una ciutat dels Estats Units a l'estat de Califòrnia. Segons el cens del 2000 tenia 10.762 habitants.

## Demografia
Segons el cens del 2000, Clayton tenia 10.762 habitants, 3.883 habitatges, i 3.207 famílies. La densitat de població era de 1.054,6 habitants per km².
Dels 3.883 habitatges en un 39,2% hi vivien nens de menys de 18 anys, en un 74,6% hi vivien parelles casades, en un 5,5% dones solteres, i en un 17,4% no eren unitats familiars. En el 13% dels habitatges hi vivien persones soles el 3,9% de les quals corresponia a persones de 65 anys o més que vivien soles. El nombre mitjà de persones vivint en cada habitatge era de 2,76 i el nombre mitjà de persones que vivien en cada família era de 3,04.
Per edats la població es repartia de la següent manera: un 26,5% tenia menys de 18 anys, un 4,5% entre 18 i 24, un 28,5% entre 25 i 44, un 31,5% de 45 a 60 i un 9,1% 65 anys o més.
L'edat mediana era de 40 anys. Per cada 100 dones de 18 o més anys hi havia 94,6 homes.
La renda mediana per habitatge era de 101.652 $ i la renda mediana per família de 107.448 $. Els homes tenien una renda mediana de 77.535 $ mentre que les dones 50.279 $. La renda per capita de la població era de 42.048 $. Entorn de l'1,2% de les famílies i el 2,6% de la població estaven per davall del llindar de pobresa.

## Poblacions properes
El següent diagrama mostra les poblacions més properes.